# مها شحاتة
مها شحاتة (مواليد 13 فبراير 1989) هي لاعبة كرة قدم نسائية مصرية في مركز حراسة المرمى. شاركت مع منتخب مصر للسيدات في كأس أمم أفريقيا لكرة القدم للسيدات 2016. وعلى مستوى الأندية، تلعب مع نادي وادي دجلة المصري.